# Vementry
Vementry (en nòrdic antic Vemunðarey) és una illa localitzada en l'arxipèlag de les Shetland, a Escòcia. L'illa es troba localitzada al nord de la costa oest de l'illa Mainland i al sud de Muckle Roe.
L'illa ocupa una superfície de 59 hectàrees i la seva altitud màxima sobre el nivell del mar és de 42 metres.
L'illa està deshabitada. L'illa és coneguda per albergar cairns ben preservats i emplaçaments de tir de la Primera Guerra Mundial. No hi ha servei regular de ferry a Vementry.